# Rex - En räddare i nöden
Rex - En räddare i nöden är en amerikansk film från 2007.

## Handling
Filmen handlar om en hund som är en kändis, och en dag när han ska spela in en film så händer något fruktansvärt, Rex är försvunnen. Han hamnar i en stad och där träffar han Shane (Josh Hutcherson). Men det träffades inte direkt utan Rex var inne i ett brinnande hus, och Shanes pappa som är brandman ser Rex högst uppe i huset och räddar honom genom att göra så att Rex hoppar ner. Han landar på ett rött tyg och förs till brandkårens hus. Efter ett tag börjar han umgås med Shane, de både sover och leker tillsammans. Rex hjälper brandkåren hela tiden och han räddar flera brandmän i svåra situationer (han är som en medlem där). Men Rex ägare (Dash Mihok) är ledsen och tror att han är död, men när han får se honom som brandman på tv kontaktar han brandstationen genast. Hela brandkåren är ledsen efter att ägaren tagit Rex. Men när ägaren är på hotellet med Rex så susar en brandbil förbi och Rex hoppar ner. Han springer till platsen och hjälper brandmännen, därefter ger ägaren Rex till Shane som blir överlycklig.